# Replay (canción de Zendaya)
«Replay» —en español, «Reproducción»— es una canción de la cantante estadounidense Zendaya. Es el primer sencillo de su álbum debut autotitulado Zendaya. La canción fue compuesta por la cantante en colaboración con Mick Schultz, Tiffany Fred y Paul Shelton, y fue lanzado el 16 de julio de 2013, mientras que su estreno fue el 12 de julio de 2013 como el primer sencillo de su álbum debut en Hollywood Records.

## Lanzamiento y composición
La canción fue compuesta por Tiffany Fred y Paul "Phamous" Shelton. "Es una canción muy especial. Creo que es muy diferente e inesperado para mí, porque me siento como si estuviera en una producción de alto nivel sabio"  dijo Zendaya. "Es una de esas canciones que está creando su propio carril o género. Yo no creo que sea de pop, yo no creo que el hip hop, yo no creo que sea R&B. Yo ni siquiera sé dónde le considere ya que tipo de mezclas que laten sonido pop con un tipo de melodía de R&B ", dice en una entrevista con Radio Disney. Zendaya piensa que la única no es la música pop básico, pero tiene un toque urbano a la misma.

## Géneros
El sencillo es de tipo R&B con mezcla de la música Glitch perteneciente a la familia de la EDM también con mezclas del dubstep y el synthpop Pop sintetizador y variado de la música electrónica.

## Recepción de la crítica y comentarios
PopCrush dijo: El coro se queda bloqueado en la cabeza, te guste o no, y con buena razón: Es muy simple. "Sí / ¿Quieres poner esta canción en reproducción? / Y puede escuchar todo el día / y puede escuchar todo el día."

## Video musical
El video de la canción fue grabado el 1 de junio de 2013 en Los Ángeles y dirigido por Colin Tilley. El baile está coreografiado por Ian Eastwood. El vídeo se lanzó oficialmente el 15 de agosto de 2013. A pocas horas de haber sido estrenado el video en su cuenta oficial de YouTube ha recibido más de un millón de visitas en su canal oficial de VEVO. Llevaba 32 millones de visitas a 4 meses de haberse subido. El video se estrenó también en Latinoamérica por Disney Channel el 23 de julio de 2014. 

## Lista de canciones
| Estados Unidos — Descarga digital (Remixes) |                                 |          |  |
| N.º                                         | Título                          | Duración |  |
| 1.                                          | «Replay» (Ralphi Rosario Remix) | 8:07     |  |
| 2.                                          | «Replay» (Jason Nevins Remix)   | 6:34     |  |
| 3.                                          | «Replay» (It's The Kue Remix!)  | 6:13     |  |
| 4.                                          | «Replay» (Belanger Remix)       | 6:24     |  |
| 5.                                          | «Replay» (Riddler Remix)        | 7:13     |  |
| 6.                                          | «Replay» (Jump Smokers Remix)   | 4:48     |  |

## Posicionamiento en listas
| Lista (2013)                          | Mejor posición |
| ------------------------------------- | -------------- |
| Estados Unidos (Billboard Hot 100)    | 40             |
| Estados Unidos (Hot Dance Club Songs) | 3              |

## Historial de lanzamientos
| País           | Fecha               | Formato                    | Sello             |
| -------------- | ------------------- | -------------------------- | ----------------- |
| Estados Unidos | 16 de julio de 2013 | Descarga digital           | Hollywood Records |
| Canadá         | 16 de julio de 2013 | Descarga digital           | Hollywood Records |
| Estados Unidos | 23 de julio de 2013 | Descarga digital (Remixes) | Hollywood Records |